# 존 게빈

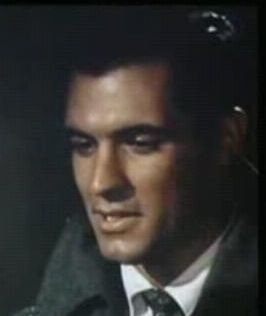

존 게빈(영어: John Gavin, 본명: 후안 빈센트 아파블라사 주니어(Juan Vincent Apablasa Jr.), 1931년 4월 8일 ~ 2018년 2월 9일)은 미국의 장교, 외교관, 정치인, 연극 배우, 노동 운동가, 영화 배우, 텔레비전 배우이다.
1931년 4월 8일에 캘리포니아주 로스앤젤레스에서 아일랜드계 미국인 아버지인 헤럴드 레이 골노어(Herald Ray Golenor)와 멕시코계 미국인 어머니인 델리아 디아나 파블로스(Delia Diana Pablos) 부부의 아들로 태어나서 스탠퍼드 대학교에서 라틴 아메리카학과를 졸업하고 경제학 학사 학위를 받았다. 1951년부터 1955년까지 미국 해군에서 장교로 복무했으며 한국 전쟁에 참전하기도 했다.
1971년부터 1973년까지 제17대 영화배우조합 조합장을 역임했고 공화당 당원으로 활동하기도 했다. 1981년 6월 5일부터 1986년 6월 10일까지 멕시코 주재 미국 대사를 역임했다. 2018년 2월 9일에 캘리포니아주 베벌리힐스에서 백혈병, 폐렴으로 사망했다.

## 영화
- 스타 탄생 (1980년)
- 꿈꾸는 낙원 (1978년)
- 푸시캣, 푸시캣, 아이 러브 유 (1970년)
- 파리의 백작 부인 (1969년)
- OSS 117 - 로마 작전 (1968년)
- 모던 밀리 (1967년)
- 그늘과 양지 (1961년)
- 태미 텔 미 트루 (1961년)
- 미드나잇 레이스 (1960년)
- 스파타커스 (1960년) - 줄리어스 카사르 역
- 싸이코 (1960년) - 샘 루미스 역
- 슬픔은 그대 가슴에 (1959년)
- 사랑할 때와 죽을 때 (1958년)